# Adolf Bauer (Politiker, 1882)
Adolf Bauer (* 11. März 1882; † 6. September 1961) war ein deutscher Kommunalpolitiker (SPD). Bauer war von 1947 bis 1954 Bürgermeister der hessischen Stadt Neu-Isenburg.

## Leben
Nach dem Ende des Zweiten Weltkriegs setzte die US-Militärregierung Ulrich Boelsen und Hans Hayn (vom 26. März 1945 bis 16. Mai 1945) als Bürgermeister ein. Als hauptamtlicher erster Stadtrat wurde Adolf Bauer ebenfalls am 26. März 1945 eingesetzt. Nach seiner Rückkehr wurde am 17. Mai 1945 Wilhelm Arnoul, der letzte vor 1933 demokratisch gewählte Bürgermeister, von den Amerikanern in das Bürgermeisteramt eingesetzt und Bauer blieb erster Stadtrat. Arnoul wurde am 21. März 1946 von der in den Kommunalwahlen in Hessen 1946 frei gewählten Stadtverordnetenversammlung (bei der die SPD mit 57 % der Stimmen die absolute Mehrheit erhalten hatte) als Bürgermeister gewählt, schied aber aufgrund seiner Wahl als Landrat bald aus dem Amt aus. Am 8. Mai 1947 wurde daher Adolf Bauer als Bürgermeister von der Stadtverordnetenversammlung gewählt. Nach den Kommunalwahlen in Hessen 1948 erfolgte am 30. Juni 1948 seine Wiederwahl durch die Stadtverordnetenversammlung. Seine Amtszeit endete am 30. Juni 1954.

## Ehrungen
- 1954: Verdienstkreuz am Bande der Bundesrepublik Deutschland
- 7. August 1954: Große Ehrenplakette der Stadt Neu-Isenburg
- Die Adolf-Bauer-Straße in Neu-Isenburg ist nach ihm benannt